# Hvítárgljúfur
Hvítárgljúfur är en ravin i republiken Island.   Den ligger i regionen Suðurland, i den centrala delen av landet, 210 km öster om huvudstaden Reykjavík. Hvítárgljúfur ligger 498 meter över havet.
Terrängen runt Hvítárgljúfur är kuperad.  Trakten runt Hvítárgljúfur är nära nog obefolkad, med mindre än två invånare per kvadratkilometer. Det finns inga samhällen i närheten. Trakten runt Hvítárgljúfur består i huvudsak av gräsmarker.